# Sân bay Altay
Sân bay Altay (tiếng Trung: 阿勒泰机场; bính âm: Ālètài Jīchǎng, A Lặc Thái cơ trường) (IATA: AAT, ICAO: ZWAT) là một sân bay phục vụ nhu cầu đi lại hàng không cho thành phố Altay, và các vùng lân cận thuộc khu tự trị Tân Cương, Trung Quốc.

## Tiện nghi
Sân bay nằm trên độ cao 2.460 foot (750 m) so với mức nước biển. Sân bay chỉ có một đường băng kiểu 11/29 nghĩa là 1.750 nhân 45 mét (5.741 ft × 148 ft).

## Điểm đến
| Hãng hàng không         | Các điểm đến |
| ----------------------- | ------------ |
| China Southern Airlines | Urumqi       |
| Tianjin Airlines        | Urumqi       |